# Рорберг (Альтмарк)
Рорберг (нем. Rohrberg) — община в Германии, в земле Саксония-Анхальт.
Входит в состав района Зальцведель. Подчиняется управлению Бетцендорф-Дисдорф. Население составляет 1169 человек (на 31 декабря 2010 года). Занимает площадь 10,49 км².